# The Feelies
The Feelies — одна из первых альтернативных рок-групп. Была образована в 1976 году в городе Хейлдон (англ. Haledon), штат Нью-Джерси, США. Распалась в 1992 году. Сначала группа имела название The Outkids. Признается наиболее известной андеграундной рок-группой Нью-Йорка в поздние 1970-е.

## Состав

### Текущий
- Глен Мерсер (англ. Glenn Mercer) — вокалист, гитарист (1976—1992, 2008-…)
- Билл Мильон (англ. Bill Million) — гитарист (1976—1992, 2008—…)
- Стенли Демески (англ. Stanley Demeski) — барабанщик (1983—1992, 2008—…)
- Бренда Сотер (англ. Brenda Sauter) — бас-гитарист, вокалист (1983—1992, 2008—…)
- Дэйв Векерман (англ. Dave Weckerman) — перкуссионист (1984—1992, 2008—…)

### Бывшие участники
- Винни Денунцио (англ. Vinny Denunzio) — барабанщик (1976—1978)
- Кейт Клейтон (Денунцио) (англ. Keith Clayton) — бас-гитарист (1979—1982)
- Джон Дж. Папеска (англ. John Papesca) — бас-гитарист (1976—1979)
- Энтон Фир (англ. Anton Fier) — барабанщик (1978—1979) †

## Дискография
- Crazy Rhythms, 1980
- The Good Earth, 1986
- EP No One Knows, 1986
- Only Life, 1988
- Time for a Witness, 1991
- Here Before, 2011